# سنت ایزدور، نیوبرانزویک
سنت ایزدور، نیوبرانزویک (به انگلیسی: Saint-Isidore, New Brunswick) یک منطقهٔ مسکونی در کانادا است که در نیوبرانزویک واقع شده‌است. سنت ایزدور ۲۲٫۵۸ کیلومتر مربع مساحت و ۷۴۸ نفر جمعیت دارد.